# Silvera (chanson)
Pour les articles homonymes, voir Silvera.
Silvera est un morceau du groupe de death metal français Gojira. Il est présent sur l’album Magma, sorti le 17 juin 2016.
À sa sortie, Silvera est décrit par la critique comme un morceau particulièrement technique, nerveux et concis, une caractéristique partagée par d'autres morceaux de Magma,.
Un clip est diffusé le 20 mai 2016 sur Youtube.